# Едуард Стрелцов (стадион)
Вижте пояснителната страница за други значения на Едуард Стрелцов.
Стадион Едуард Стрелцов е стадион в Москва. Открит е през 1959 г. под името „Торпедо“.
От 1997 г. носи името на легендарния нападател на „Торпедо“ (Москва) и на СССР Едуард Стрелцов. Пред входа на стадиона е построен и паметник на Стрелцов.
През годините е бил използван от ФК Москва, ФК Спартак Москва, ЦСКА Москва и „Торпедо“.